# Kajetan Garbiński

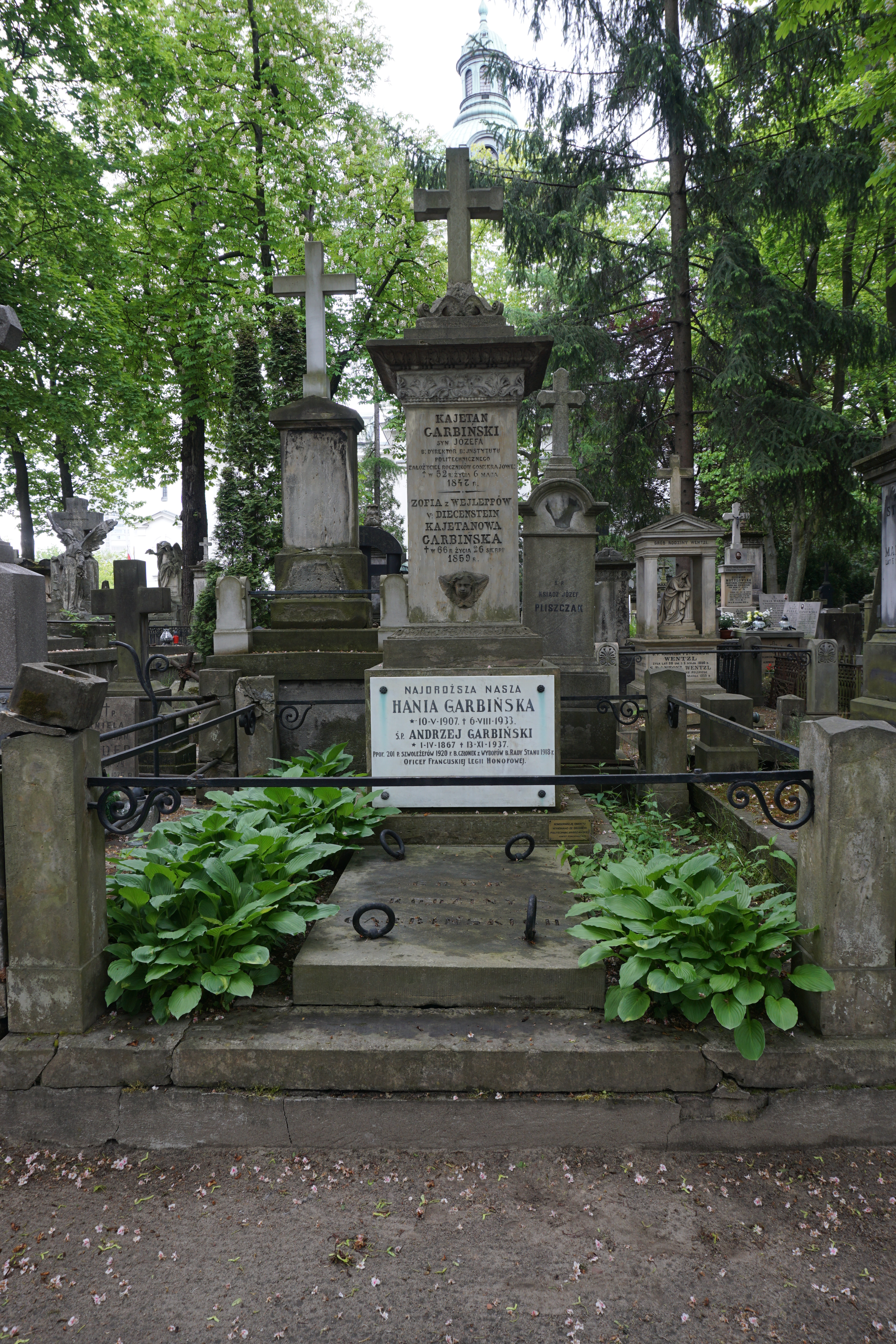
Grób Kajetana Garbińskiego na cmentarzu Powązkowskim

Kajetan Garbiński (ur. 7 sierpnia 1796 w Warszawie, zm. 6 maja 1847 tamże) – polski matematyk, dyrektor Szkoły Przygotowawczej do Instytutu Politechnicznego, prezes Rady Municypalnej powstania listopadowego, minister Oświecenia Narodowego. Dziadek rotmistrza armii rosyjskiej i prezydenta Kielc Władysława.

## Życiorys
Edukację rozpoczął w wieku 14 lat. Pierwsze nauki pobierał w Kolegium Pijarów. W roku 1815 przeniósł się do Liceum Warszawskiego. Tam po dwuletnim kursie, 20 września 1816 uzyskał świadectwo „dojrzałości akademickiej”. Wkrótce, dzięki poparciu rektora Uniwersytetu Warszawskiego – Bogumiła Lindego, Komisja Oświecenia zaaprobowała go „na kandydata do stanu nauczycielskiego”. Kurs przygotowawczy ukończył na Uniwersytecie Warszawskim zdając publiczny egzamin w obecności Stanisława Staszica. W roku 1817 na koszt rządu wyjechał do Paryża, gdzie uczęszczał na wykłady w Collège de France, Sorbonie i Szkole Politechnicznej. Miał tam okazję słuchać wykładów Augustina Cauchy’ego.
W roku 1820 powrócił do kraju i podjął pracę nauczyciela w Liceum Warszawskim, prowadząc zajęcia z matematyki elementarnej. Jednocześnie został wykładowcą na Królewskim Uniwersytecie Warszawskim gdzie uczył geometrii analitycznej oraz nowego przedmiotu – geometrii wykreślnej. W ciągu roku uzyskał tytuł magistra, po złożeniu egzaminów z matematyki i fizyki. W roku następnym zdobył tytuł doktora. W roku 1823 został mianowany profesorem nadzwyczajnym Uniwersytetu Warszawskiego, a rok później – profesorem zwyczajnym.
W roku 1824 przyjęto go do grona członków Towarzystwa Przyjaciół Nauk. Postanowieniem Komisji Wyznań Religijnych i Oświecenia Publicznego z 21 grudnia 1825 roku, został mianowany Dyrektorem Szkoły Przygotowawczej do Instytutu Politechnicznego, którą otwarto 4 stycznia 1826. Prowadził w niej kurs arytmetyki i algebry niższej stosowanej, „naukę utrzymywania xiąg kupieckich”, oraz „naukę o wexlach i wexlarstwie”. Dzięki staraniom Dyrektora, cztery wydziały miały pełny skład profesorski od roku 1828, jednak władze nigdy nie uznały Szkoły za uczelnię wyższą. Dzięki niej, niemal sto lat później powstała Politechnika Warszawska.
Gdy wybuchło powstanie listopadowe, Kajetan Garbiński wziął w nim czynny udział. Dowodził oddziałem a następnie został prezesem Rady Municypalnej. W czasie ostatnich tygodni powstania, sprawował urząd Ministra Oświecenia Narodowego. Po upadku powstania, w roku 1832 Garbiński został zwolniony ze wszystkich zajmowanych stanowisk a Szkołę Przygotowawczą zamknięto na ponad pół wieku.
W latach 1833–1839 mieszkał w Niedzieliskach i był zarządcą szczebrzeszyńskiego majątku Zamoyskich. Następnie przeniósł się do Jadowa, gdzie przez kilka lat zajmował się majątkiem hrabiego Andrzeja Zamoyskiego. Pod koniec życia redagował „Roczniki Gospodarstwa Krajowego”.
Zmarł w wieku 52 lat, w Warszawie. Został pochowany na cmentarzu Powązkowkskim (kwatera 13-6-9/10).

## Prace
1. Wykład syntetyczny własności powierzchni skośnych z ich przystosowaniem do konstrukcji machin, sklepień kamiennych itp. Rozprawy napisane dla otrzymania stopnia doktorskiego, Warszawa (1822)[4]
2. Rys filozoficzny zasad rachunku losów, czyli rachunku prawdopodobieństwa, Warszawa (1823)[5]
3. Sposób graficzny kreślenia stycznych do linii spiralnej ostrokręgowej, Annales Mathematiques (1825)
4. Nowy sposób rozwiązania dwóch zagadnień geometrycznych, podanych w XV tomie pisma „Annales de Mathematiques”, Rocznik Warszawskiego Towarzystwa Przyjaciół Nauk, (1827)
5. Niektóre uwagi względem linii prostej przecinającej cztery inne dane w przestrzeni w ten sposób, że każde dwie ze czterech danych nie leżą na jednej płaszczyźnie, Rocznik Towarzystwa Przyjaciół Nauk, (1830)

- Prace Kajetana Garbińskiego dostępne w Sieci (Katalog HINT)